# Трансперсональная психология
Трансперсональная психология — течение психологии, которое изучает трансперсональные переживания, изменённые состояния сознания и религиозный опыт, соединяя современные психологические концепции, теории и методы с традиционными духовными практиками Востока и Запада. Главные идеи, на которых базируется трансперсональная психология — недвойственность, расширение сознания за пределы обычных границ Эго, саморазвитие личности и психическое здоровье.
Трансперсональная психология включает в себя ряд психотерапевтических теорий и практик, таких как психосинтез и трансперсональная терапия, ряд техник самоанализа и личностного роста, таких как медитация и визуализация, а также заимствует ряд идей из философии, теологии, феноменологии, антропологии, социологии, восточных религиозно-философских учений, западных духовных традиций, оккультизма и парапсихологии. Она также фокусируется на типологии духовного опыта и изучении его влияния на мысли и поведение людей. Данное направление было создано в 1960-х годах, преимущественно на основе гуманистической психологии, его основоположниками были А. Маслоу, С. Гроф, Э. Сутич и другие.
Трансперсональная психология не была признана большинством научных обществ научной дисциплиной и критикуется рядом учёных по причине отсутствия научных оснований и сомнительной эффективности практик на её базе. Трансперсональная психология не признана Американской психологической ассоциацией в качестве научной дисциплины, а Ассоциация трансперсональной психологии — в качестве научной структуры. Трансперсональная психология зачастую характеризуется российскими исследователями как форма неомистицизма, паранауки или квазинауки. Однако в 1996 году Британское психологическое общество создало отделение трансперсональной психологии, тем самым данное направление получило ограниченное признание в академических кругах.

## Общие сведения

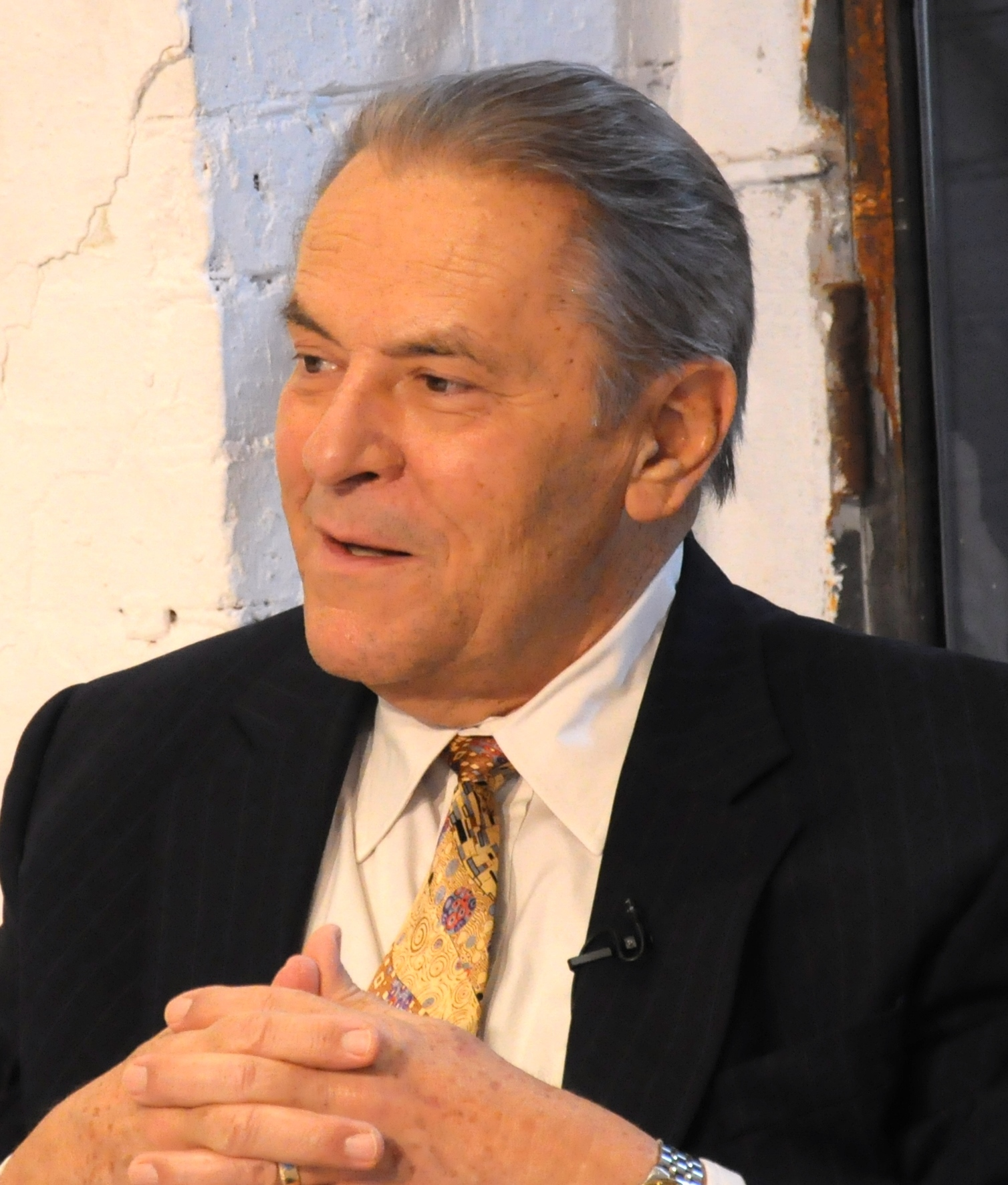
Станислав Гроф

Трансперсональная психология возникла в конце 1960-х годов в США на основе гуманистической психологии как альтернатива психоаналитическому и бихевиористскому подходам. Первоначально она концентрировалась на исследованиях пиковых переживаний и изменённых состояний сознания, проводившихся Абрахамом Маслоу и группой его единомышленников. Для обозначения предмета исследований эта группа учёных ввела термин «трансперсональное», имеющий два аспекта: субъективный и объективный. Субъективный аспект подразумевает обращение к человеческому опыту, в котором переживается выход за пределы собственной личности и единение с человечеством, природой, космосом. Объективный аспект затрагивает факторы, влияющие на человеческое мышление, чувствование и поведение, которые не могут быть поняты на индивидуально-личностном уровне. В дальнейшем трансперсональная психология вышла за рамки гуманистической модели самоактуализации и обратилась к исследованиям медитативных практик, а также к привлечению внимания к трансперсональным состояниям со стороны мейнстримной психологии, психотерапии, социологии, философии и медицины.
Трансперсональные психологи изучают трансцендентные факторы человеческой жизни, или духовный мир человека, а именно — его «трансперсональные» («трансэгоические») переживания.
Трансперсональные переживания включают в себя две большие группы: расширение переживаний в рамках «объективной реальности» и расширение переживаний за пределы «объективной реальности». Первая группа: расширение сознания во времени (переживания эмбриона и плода, опыт предков, коллективный и расовый опыт, эволюционный опыт, переживание прошлых воплощений, предвидение, ясновидение, «путешествия во времени»); расширение сознания в пространстве (выход за пределы Эго и отождествление с другими личностями, животными, растениями, единство со всем сущим в мире, планетарное и сверхпланетарное сознание, «путешествия в пространстве», телепатия); сужение сознания до уровня сознания органа, ткани, клетки. Вторая группа: духовный и медиумический опыт, переживание встреч со сверхчеловеческими духовными сущностями, архетипические и мифические переживания, слияние со Вселенским Сознанием, постижение Великой Пустоты и т. д.
Сторонники трансперсональной психологии рассматривают данное направление в качестве «четвёртой силы» психологии, наряду с психоанализом, бихевиоризмом и гуманистической психологией. В соответствии с трансперсональной теорией, эти три школы психологии в своих академических исследованиях потерпели неудачу в отражении неотъемлемых трансперсональных элементов жизни человека, таких как религиозные переживания, изменённые состояния сознания и духовность. Трансперсональная психология стремится учитывать и данные исследований в современной психологии и других науках, и результаты исканий разнообразных духовных традиций Востока и Запада.
Особенностью трансперсональной психологии является интеграция различных школ психологии, философии (восточной и западной), а также других научных дисциплин. Различные школы в трансперсональной психологии считаются лишь моделями («картами территорий»), которые стремятся (более или менее удачно) описать какой-то зачастую весьма ограниченный аспект действительности, но не могут претендовать на эквивалентность с самой реальностью. Трансперсональные психологи критикуют механицизм ньютоно-картезианской парадигмы и базируются на иной, холономной парадигме.
В трансперсональной парадигме выражен подход к психике, который с позиций неклассического и постнеклассического познания отвергает редукционизм и базируется на принципах дополнительности, вероятности, неравновесности, индетерминизма, виртуальности. Согласно этой парадигме, мир зависим от наших устремлений и представлений. В то же время методология интегративной психологии (К. Уилбер, С. Гроф, В. В. Козлов), развивающей трансперсональный подход, включает в себя психофизиологические, социально-психологические, психологические исследования внутри картезианской парадигмы науки.

## Исследуемые области

### Сознание и развитие
Трансперсональная психология занимается исследованием природы сознания и развития человека. В рамках трансперсонального направления выделяют два вида теории развития человека: сложная модель, включающая последовательно и иерархически появляющиеся стадии, подобная представленной Кеном Уилбером, и нелинейная комплексная модель таких исследователей, как Майкл Уошбёрн и Ральф Мецнер.
Основным вкладом Уилбера в психологию развития можно считать теорию спектра сознания, которая выделяет три категории сознания:
- доличностная, или преэгоическая;
- личностная, или эгоическая;
- надличностная, или трансэгоическая.

Уилбер выделяет девять уровней развития человека, в которых первые три относятся к доличностному уровню, следующие три к личностному и последние три к надличностному, трансперсональному уровню.
Уилбер рассматривает развитие сознания как иерархически развёртывающуюся последовательность стадий, в которой сознание прогрессирует от низших уровней к высшим. Каждый новый уровень интегрирует в себя предыдущий, демонстрируя при этом новые (эмергентные) свойства, связанные только с этим уровнем. Каждый уровень содержит определённый вид структуры личности и вероятную уязвимость для определённых патологий, относящихся к данному уровню. Основываясь, в частности, на работах Кена Уилбера, психологи трансперсонального направления считают обоснованным дифференциацию дорациональных психиатрических расстройств и собственно трансперсональных состояний.
Ральф Мецнер и Майкл Уошбёрн — сторонники нелинейной модели человеческого развития. Мецнер отказывается от идеи линейного развития в пользу нелинейной, а Уошбёрн предлагает спиралевидную модель, основанную на юнгианской и психоаналитической теории. Согласно Уошбёрну личность развивается из досознательных глубин психики. Затем, в первой половине жизни, её развитие достигает нормальной эгоической стадии. Впоследствии при условии нормального развития человек, достигнув трансэгоической стадии, получает возможность вернуться и реинтегрировать глубины своей психики.

### Духовность и религиозность
Трансперсональная психология привлекла внимание клинических исследований к ряду психорелигиозных и психодуховных проблем. Трансперсональные психологи понимают духовность в качестве интегрального для человеческой природы элемента, не относящегося к вопросам веры или посещения церкви, относящиеся к психорелигиозным проблемам. Психорелигиозные проблемы касаются возможных психологических конфликтов, связанных с практикуемой человеком системой верований и убеждений. В числе таких проблем — опыты обращения в другую религию, потеря веры, проблемы, связанные со вступлением или покиданием различных религиозных организаций и культов.
Психодуховные проблемы относятся к иной категории, чем психорелигиозные. Данные проблемы связаны с отношением человека к экзистенциальным вопросам, или вопросам, выходящим за пределы повседневной действительности. Многие психологические сложности данного порядка неоднозначно рассматриваются классической академической психологией. В числе подобных проблем находятся психиатрические осложнения, связанные с околосмертными переживаниями, мистическим опытом, раскрытием кундалини, шаманской болезнью, парапсихологическими состояниями, опытом прошлых жизней, реинкарнаций и др. Предполагается, к примеру, что некоторые проблемы, связанные с медитированием, вызваны особенностями адаптации человека Западной цивилизации к восточным практикам и трудностями понимания социокультурного контекста, в которых они зародились.
Станислав Гроф и Кристина Гроф вводят термин «духовный кризис» (англ. spiritual crisis) для описания постепенного раскрытия и возникновения психодуховных категорий в жизни человека. В тех случаях, когда духовное раскрытие интенсифицируется за пределы контроля индивида, могут возникнуть состояния, называемые «духовными обострениями». Духовные обострения могут вызывать значительные нарушения в психологической, социальной и трудовой деятельности, и многие психодуховные проблемы можно охарактеризовать в качестве духовных кризисов.
В связи с природой психорелигиозных и психодуховных проблем трансперсональное сообщество в начале 1990-х предложило ввести новую диагностическую категорию «религиозная или духовная проблема». Данную категорию затем включили в четвёртое издание «Диагностического и статистического справочника по психическим расстройствам» (DSM-IV) под заголовком «Другие состояния, могущие попасть под внимание клинициста». Исследования конструктной валидности новой категории были проведены Милстейном (2000).

## История развития

### Предыстория
Трансперсональная психология как течение в психологии формально возникла в США в 1969 году. Однако ряд трансперсональных психологов полагает, что данная дисциплина появилась намного раньше — в 1901—1902 годах, когда один из основоположников американской психологической науки Уильям Джеймс выступил с гиффордскими лекциями, опубликованными в 1902 году под названием «Многообразие религиозного опыта». В этих лекциях Джеймс указал на целесообразность использования эмпирических научных методов для изучения субъективного религиозного опыта. Кроме того, именно Уильям Джеймс впервые использовал термин «трансперсональное» в 1905 году. Джеймс полагал, что разделение субъекта и объекта в психологической науке является ошибочным, поскольку не существует такой вещи, как независимый от восприятия объект: все объекты всегда зависят от чьего-то восприятия (этот аргумент был выдвинут им в президентской речи, с которой он обратился к Американской психологической ассоциации в 1894 году).
На развитие трансперсональной психологии оказали влияние идеи аналитической психологии К. Юнга, который на протяжении всей жизни сохранял интерес к паранормальному и религиозному опыту, а также использовал термин «трансперсональное» (нем. «überpersonlich»). Также влияние на трансперсональную психологию оказал Р. Ассаджиоли — создатель психосинтеза, последователь раджа-йоги.
Формирование трансперсональной психологии происходило под большим влиянием индуизма и буддизма. Однако на теорию и практику трансперсональной психологии также оказал влияние ряд других религиозно-мистических учений: каббала, христианский мистицизм, философия Гурджиева, шаманизм, суфизм, даосизм, теософия и викка.

### Формирование
Трансперсональная психология сформировалась в США 1960—1970-х годах, во время серьёзных политических и социальных перемен в обществе, связанных с борьбой за права национальных меньшинств, феминистским движением и протестами против использования военной силы для разрешения международных конфликтов. Параллельно социополитическим изменениям в США началось широкое распространение методов изменения состояний сознания с использованием психоделиков и восточных духовных практик. Психоделики оказали значительное влияние на искусство, культуру и науку в США. Многие тысячи американцев стали последователями восточных религий после путешествий по азиатским странам, где они искали альтернативу иудео-христианской традиции, в течение нескольких веков доминировавшей в американской культуре. Другие обратились к индуизму и буддизму под влиянием духовных учителей из Азии, во множестве устремившихся в США. В этих условиях ряд американских психологов проявил интерес к феноменологии изменённых состояний сознания.
Исследователи связывают возникновение трансперсональной психологии с необходимостью создания теоретической базы Движения за развитие человеческого потенциала — той части постепенно приобретавшего популярность явления, вскоре получившего название Нью-эйдж, основные идеи которой сформировывались вокруг концепции преодоления неудовлетворённости людей жизнью в современном им обществе путём культивирования выходящего за рамки повседневной реальности потенциала, по мнению сторонников ТП, имеющегося и существенно нераскрытого во всех людях.
Абрахам Маслоу, известный в качестве создателя гуманистической психологии, фокусировался на изучении «пиковых» переживаний, таких как любовь, креативность, экстаз и мистический опыт. 14 сентября 1967 года во время выступления в Унитарианской Церкви в Сан-Франциско он предсказал возникновение «четвёртой силы» в американской психологии, которая будет изучать эти состояния.
По мнению исследователя истории трансперсональной психологии Николы Рузек, доминирующие психологические течения того времени (психоанализ, бихевиоризм и гуманистическая психология) были неспособны полностью описать весь спектр опыта, возникавшего при употреблении психоделиков и во время занятий йогой и медитацией. Несмотря на популярность гуманистической психологии в то время, её основатели Абрахам Маслоу и Энтони Сутич испытывали неудовлетворённость концептуальными рамками созданной ими «третьей силы» в психологии. Таким образом, предсказывая появление «четвёртой силы», Маслоу декларировал необходимость создания психологической школы или теории, специализирующейся на описании и индуцировании изменённых состояний сознания.
В 1967 году в Менло-Парке (Калифорния) состоялась встреча небольшой рабочей группы, в которую вошли Абрахам Маслоу, Энтони Сутич, Станислав Гроф, Джеймс Фэйдимен, Майлз Вич и Соня Маргулис. Целью данной встречи было создание нового направления психологии, которое уделяло бы внимание всему спектру человеческого опыта, включая необычные состояния сознания. Первоначально это направление предполагалось назвать «трансгуманистическим», однако в результате состоявшейся дискуссии Маслоу и Сутич приняли предложение Грофа и назвали новую дисциплину «трансперсональной психологией».
В 1969 году Абрахам Маслоу, Станислав Гроф и Энтони Сутич стали инициаторами публикации первого номера Journal of Transpersonal Psychology. Два года спустя, в 1971 году, ряд основателей Ассоциации Гуманистической Психологии создал Ассоциацию Трансперсональной Психологии (Association for Transpersonal Psychology, или ATP).
После смерти Абрахама Маслоу в 1970 году и Энтони Сутича в 1976 году трансперсональная психология раскололась на три направления: одно было основано на идеях С. Грофа, второе — на идеях К. Уилбера, третье (самое крупное) не имело единого интеллектуального лидера. В 1983 году Кен Уилбер отмежевался от трансперсональной психологии и основал собственное направление исследований человека, названное им «интегральным подходом».

### В США
Трансперсональные психологи входили в состав отдела 32 (Гуманистическая Психология) Американской психологической ассоциации (APA) с момента создания этого отдела в 1971 году. Таким образом, трансперсональная психология возникла в рамках гуманистической психологии, но впоследствии стала более самостоятельной. Историк психологии Юджин Тэйлор указывает, что это выделение в 1970-х годах произошло под действием следующих факторов:
- увеличение интереса со стороны представителей гуманистической психологии к вопросам, связанным с предельными или космическими ценностями, смыслами и целями и с феноменами, которыми традиционно занимались психологи религии;
- усиление междисциплинарного и холистического характера исследований сознания, особенно в когнитивной науке;
- нарастающее понимание того факта, что официальной, традиционной западной психологии для становления в качестве полноценной отрасли знания необходимо преодолеть жёсткие рамки устоявшихся представлений о личности.

В 1984 году ряд членов отдела 32 (Гуманистическая психология) и отдела 36 (Психология религии) АПА обратился к Совету АПА с петицией о создании Отдела трансперсональной психологии, однако при голосовании в Совете петиция не набрала необходимых двух третей голосов из-за того, что многие члены Совета посчитали трансперсональную психологию слишком религиозной, и из-за сомнений в наличии различий между трансперсональной психологией и гуманистической психологией. В следующем году была предпринята ещё одна попытка создания Отдела трансперсональной психологии, не завершившаяся успехом в Совете. Следующая попытка была предпринята в 1986 году, однако на этот раз петиция не набрала достаточного количества голосов внутри самого поддерживавшего её ранее Отдела гуманистической психологии, из-за чего его представитель в Совете отозвал предложение. После этого инициативная группа была реорганизована и стала Группой интересов по трансперсональной психологии (Transpersonal Psychology Interest Group, TPIG), которая работала отдельно от АПА до 1998 года, когда она вошла в состав Отдела гуманистической психологии, где существует и ныне.
Сейчас отдел 32 (Гуманистическая Психология) включает трансперсональных психологов в свою коллегию и выступления трансперсональных психологов на ежегодных собраниях APA, а ряд трансперсональных программ, реализуемых APA, финансируется некоторыми из существующих в настоящее время 56-ти отделов этой организации. АПА высоко оценила научный вклад некоторых представителей этого направления, присудив почётные награды Чарльзу Тарту, Роберту Фрейджеру и другим сотрудникам Института Трансперсональной Психологии, с 1 июля 2012 года именуемого Университетом Софии.
В настоящее время некоторые американские трансперсональные психологи не видят необходимости создания собственного отдела в АПА, поскольку считают вполне достаточными существующие возможности развития трансперсональной психологии в рамках других отделов АПА. Другие полагают, что отсутствие собственного отдела в АПА является препятствием для интеграции трансперсональной психологии с мейнстримной американской психологией. В качестве компромисса последние предлагают создать отдел трансперсональной психологии в АПА под иным названием, например, «Отдел психологии аномального опыта», что соответствовало бы названию изданной под эгидой АПА в 2000 году (и многократно переизданной впоследствии) ключевой работы трансперсональных психологов «Многообразие аномального опыта».
В 1999 году трансперсональная психотерапия была включена в клиническое руководство по избавлению от наркотической зависимости (Treatment Improvement Protocols, TIPs), изданное под эгидой Управления по контролю над злоупотреблением наркотическими веществами и психическим здоровьем (SAMHSA) Министерства здравоохранения и социальных служб США, в качестве одной из краткосрочных психотерапевтических практик, рекомендованных экспертным советом для терапии наркотической зависимости. В то же время в руководстве отмечается, что научные доказательства эффективности трансперсональной терапии отсутствуют, существуют только клинические свидетельства.

### В Великобритании
В Великобритании в 1970 году по инициативе и под руководством Джона Херона при Университете Суррея был основан Проект исследований человеческого потенциала (Human potential research project), ставший первым академическим центром по развитию гуманистической и трансперсональной психологии в Европе. Этот центр просуществовал до 1977 года. Важной фигурой в трансперсональной психологии Великобритании в это время был Джон Рауэн, друг и коллега Джона Херона, в 1976 году опубликовавший влиятельную книгу «Обычный экстаз» (Ordinary Ecstasy), которая представляет собой обзор всех основных ветвей гуманистической психологии.
В 1973 году в Лондоне Ианом Гордон-Брауном и Барбарой Сомерс (Ian Gordon-Brown, Barbara Somers) был создан Центр трансперсональной психологии (Centre for Transpersonal Psychology), который стал движущей силой в развитии данной дисциплины в этой стране и выработал целый ряд трансперсональных подходов и техник, впоследствии принятых Советом Соединённого Королевства по психотерапии. В том же году в Лондоне под руководством Р. Ассаджиоли был создан Институт психосинтеза. В 1984 году на западе Англии открылся Институт каруны, в котором современная трансперсональная психотерапия сочетается с традиционными буддийскими практиками. Образовательные программы Института каруны утверждены Университетом Мидлсекс. В том же году в Лондоне был открыт Центр консультаций и психотерапевтического образования (Centre for Counselling and Psychotherapy Education), к настоящему моменту ставший крупнейшим британским учебным центром по трансперсональной психотерапии.
В 1996 году статья о необходимости признания трансперсональной психологии появилась в одном из журналов Британского психологического общества, «The Psychologist». В том же году Британское психологическое общество (British Psychological Society, BPS) открыло Секцию трансперсональной психологии, став первым профессиональным психологическим сообществом, официально признавшим важность исследований в данной области. С 1997 года секция трансперсональной психологии BPS издаёт свой научный журнал под названием «Transpersonal Psychology Review».
Крупный британский трансперсональный психолог Майкл Дэниелс отмечает две ключевые академические программы по трансперсональной психологии в Великобритании: в 1995 году в Ливерпульском университете имени Джона Мурса была открыта специальность «Психология человеческого потенциала» (Psychology of Human Potential), вскоре переименованная в «Психология сознания и трансперсональная психология» (Consciousness and Transpersonal Psychology); и со второй половины 2000-х годов академическая магистерская программа по трансперсональной психологии открыта в Университете Нортгемптона. По состоянию на 2012 год программы по трансперсональной психологии преподаются также в Городском университете Лидса, Университете Восточного Лондона, Университете Чичестера.
Майкл Дэниелс в 2005 году отметил, что признание и влияние трансперсональной психологии как академического направления выглядят растущими медленно, но неуклонно. Вместе с тем, в докладе об истории, современном положении и перспективах развития трансперсональной психологии на 15-й ежегодной конференции Секции трансперсональной психологии Британского психологического общества 17 сентября 2011 года, Майкл Дэниелс утверждает, что в настоящее время трансперсональная психология Великобритании находится в кризисе, связанном с недостатком финансирования, закрытием академических программ, отсутствием карьерных перспектив для трансперсональных психологов, малой влиятельностью трансперсональных журналов и сложностью публикации трансперсональных результатов в общепсихологических мейнстримных журналах, в среднем низким качеством исследовательских работ в области, избытком теоретических исследований (более двух третей всех статей из The Journal of Transpersonal Psychology за период 1969—2004 годов не содержали эмпирических данных), отсутствием новых идей и недостатком практически ценных результатов. В том же докладе Дэниелс предложил пути для преодоления этих сложностей: выход из замкнутого анклава трансперсональных исследований, уменьшение влияния предустановок и «знания окончательных ответов» на исследования, развитие экспериментальных работ, активное участие трансперсональных психологов в решении клинических, социальных и политических проблем, усиление междисциплинарного диалога и большее разнообразие и развитие новых подходов.

### В других странах
Вскоре после образования в США Ассоциации Трансперсональной Психологии начался рост так называемого трансперсонального движения (transpersonal movement). Первоначально оно было ограничено пределами залива Сан-Франциско (северная Калифорния), но в дальнейшем стало распространяться в США и в других странах. В течение 1970-х годов состоялось несколько трансперсональных конференций в Канзасе (США), Исландии, Финляндии и Бразилии.
В 1978 году была создана Международная Трансперсональная Ассоциация (International Transpersonal Association, ITA), президентом которой стал Станислав Гроф. Как указывают представители ITA, основные отличия этой организации от ATP — интернациональность и междисциплинарность. Начиная с 1979 года, ITA провела трансперсональные конференции в США, Австралии, Индии, Швейцарии, Японии, Чехословакии, Бразилии, России, в которых принял участие ряд известных учёных (Дэвид Бом, Карл Прибрам, Фритьоф Капра, Илья Пригожин и др.), духовных лидеров (Мать Тереза, Далай-лама XIV, Согьял Ринпоче, Гопи Кришна и др.), деятелей культуры и известных политиков.
В 1981 году в Вуллонгонгском университете (Австралия) был учреждён журнал «International Journal of Transpersonal Studies» (под первоначальным названием «Australian Journal of Transpersonal Psychology»), который стал вторым журналом в данном направлении психологии. В дальнейшем во многих странах стали создаваться национальные трансперсональные ассоциации и трансперсональные журналы, трансперсональную психологию начали включать в учебные курсы по психологии в колледжах и университетах. В 1984 году в Брюсселе (Бельгия) была создана Европейская трансперсональная ассоциация (European Transpersonal Association, EUROTAS), которая к 2012 году объединила национальные трансперсональные ассоциации из 29 стран.
В 1997 году в Австралийском психологическом обществе была создана Группа интересов по трансперсональной психологии.
Ю. Тэйлор указывает, что присуждение в 1989 году Нобелевской премии мира Далай-ламе XIV, поднявшее его статус среди психотерапевтически ориентированных учителей медитации и подтвердившее слияние психотерапии и духовности, подчеркнуло разницу между нарождавшимися в то время институализированными структурами трансперсональной психологии и трансперсональной психологией как ведущей силой в психотерапевтической контркультуре. Тэйлор обосновывает важность данного факта тем, что психотерапевтические техники, заимствованные из восточных духовных практик, из-за их связи с восточными религиями поначалу с трудом интегрировались в научную западную психологию. Однако впоследствии использование научных методов для изучения данных техник привело к их принятию западной психологией. В 1990-х годах рост трансперсонального движения во всём мире продолжился. В 1995 году в Брюсселе была учреждена Европейская Ассоциация Трансперсональной Психологии (European Transpersonal Psychology Association, ETPA).
Ольга Лучакова и Мерлин Лукас на основе анализа трансперсональной психологии в Мексике, США, Великобритании и других европейских странах выявили существенные различия между теоретическими и практическими подходами к применению данной дисциплины в зависимости от местных особенностей. Так, коренное отличие в развитии трансперсональной психологии в Великобритании от США состоит в её разделении на два направления: одна группа учёных, возглавляемая Джонатаном Широм и Энтони Фрименом, специализируется на исследованиях сознания и в 1994 году основала журнал «Journal of Consciousness Studies»; вторая группа учёных, возглавляемая Лесом Ланкастером, Дэвидом Фонтаной и Джоном Рауэном, заложила основания для клинических исследований трансперсональной психологии. Первое из этих направлений представлено в Британском психологическом обществе созданной в 1997 году Секцией исследований сознания и экспериенциальной психологии (Consciousness and Experiential Psychology Section).
Один из влиятельных британских трансперсональных психологов Джон Рауэн, анализируя ход развития трансперсонального движения в разных странах, отметил важнейший факт: оно не имеет ни единого центра, ни единого основателя, ни базисных текстов. Трансперсональное движение представляет собой просто совокупность людей, стремящихся к достижению того, что А. Маслоу назвал «дальними пределами человеческой психики». Рауэн также обращает внимание на то, что трансперсональные организации не ограничиваются психотерапией, а вносят свой вклад в развитие психиатрии, антропологии, социологии, экологии, менеджмента.
Трансперсональная психология поддерживает тесные связи с движением «Нью-эйдж». Американский психолог Н. Смит писал, что представители этого движения обеспечивают её экономическую базу и каналы коммуникации — способствуют рекламе в альтернативных изданиях и массовой реализации литературы о трансперсональной психологии, покупают книги, организуют публичные лекции и конференции, вносят вклад в развитие альтернативной медицины, практикуемой в сети оздоровительных клиник. В последнее время для продвижения трансперсональной психологии широко используется Интернет.
Ю. Тэйлор отмечает, что нынешний статус трансперсональной психологии противоречив. С одной стороны, она всё ещё выглядит как культ сознания, претендующий на монополию на абсолютную истину, — не более чем ответвление устаревшей гуманистической психологии, которая как родительское движение уже исчезла с исторической сцены. С другой стороны, психодуховная революция в современной культуре имеет трансперсональный характер, так что трансперсоналисты оказались на острие одного из наиболее влиятельных социальных движений XXI столетия, которое в настоящее время несколько ослабело в США, но испытывает взрывной рост в центральноевропейских странах. Основываясь на социологических исследованиях Пола Рэя, Ю. Тэйлор оценивает численность данного движения в 40 млн человек.

### Трансперсональная психология в России
На развитие трансперсональной психологии в России серьёзно повлияли работы религиоведа, буддолога и синолога Е. А. Торчинова. Вызвавшая длительную полемику монография Торчинова «Религии мира. Опыт запредельного (трансперсональные состояния и психотехника)», согласно мнению кандидатов философских наук С. В. Пахомова, А. Ю. Рахманина и доктора философских наук и профессора СПГУ Р. В. Светлова, является наиболее значительной обобщающей работой в российском религиоведении в целом.
Академический статус трансперсональной психологии в России в настоящее время спорен. Как указывают В. В. Майков (к. ф. н., старший н. с. Института философии РАН, президент Ассоциации трансперсональной психологии и психотерапии) и В. В. Козлов (доктор псих. наук, профессор ЯрГУ им. П. Г. Демидова): «С одной стороны, трансперсональная психология заявила о себе большим количеством публикаций, научных исследований и прикладных психотехнологий. С другой стороны, в академической психологии трансперсональное направление почти не заметно.» При этом многие деятели российского трансперсонального движения являются сотрудниками РАН, РАМН и РАО. Трансперсональная психотерапия получила признание со стороны Общероссийской общественной организации «Общероссийская профессиональная психотерапевтическая лига».
Учебные программы по трансперсональной психологии преподаются в ряде российских высших учебных заведений (как государственных, так и негосударственных). Т. И. Гинзбург (д. псих. н.) утверждает, что в настоящее время российская трансперсональная психология интегрируется с психологическим мейнстримом.
Психиатр-психотерапевт Е. Г. Гордеева сообщает о возможности применения трансперсональной психологии в психотерапевтической практике. Клиническое применение трансперсональной психологии преподаётся и изучается под её руководством в негосударственном образовательном учреждении «Институт психотерапии и клинической психологии». Трансперсональное направление в психотерапии применяется, в частности, некоторыми специалистами в области посттравматических стрессовых расстройств для его лечения.
В то же время С. Пахомов с соавторами рассматривает положения трансперсональной психологии как спекуляции, базируясь на фактическом превращении психологии в её рамках в духовную практику.

## Оценки трансперсональной психологии
Спустя примерно 40 лет после возникновения трансперсональной психологии Николь Рузек отметила, что вопрос о влиянии данной дисциплины на мейнстримную американскую психологию остался невыясненным. С одной стороны, трансперсональные психологи ведут исследования и публикуют их результаты в научных журналах, практикуют психотерапию, проводят конференции, преподают в ряде университетов (Институт трансперсональной психологии (The Institute of Transpersonal Psychology, США), Университет Джона Ф. Кеннеди (John F. Kennedy University, США), Калифорнийский институт интегральных исследований (California Institute of Integral Studies, США), Сэйбрукский институт (Saybrook Institute, США), Университет Наропы (Naropa University, США)). С другой стороны, Американская Психологическая Ассоциация и большинство академических организаций до сих пор не признали трансперсональную психологию в качестве общепринятой области исследований, трансперсональная психология редко упоминается в ведущих академических журналах и учебниках, относительно малое количество американских учёных идентифицирует себя как приверженцев трансперсональной психологии. Чтобы внести ясность относительно той роли, которую трансперсональная психология сыграла в развитии американской психологической науки, Николь Рузек провела исследование с использованием метода экспертных оценок. Данное исследование представляет собой анализ экспертных суждений по поводу пяти вопросов:
1. Насколько известна трансперсональная психология?
2. Считается ли трансперсональная психология подразделом американской психологической науки?
3. Может ли трансперсональная психология быть названа четвёртой силой в американской психологической науке?
4. Какое влияние трансперсональная психология оказала на американский психологический мейнстрим?
5. Каким образом трансперсональные психологи могут принимать участие в развитии американского психологического мейнстрима?

В опросе приняло участие 20 экспертов, из которых 11 являются основателями американской трансперсональной психологии, а 9 — общепризнанными экспертами по истории американской психологии. При ответе на первый вопрос восемь из девяти экспертов по истории американской психологии указали, что трансперсональная психология им в той или иной степени известна. Согласно консенсусу историков американской психологии, выявленному при анализе ответов на второй вопрос, трансперсональная психология не является подразделом американской психологической науки, однако может считаться «школой мысли», либо «ветвью» существующего подраздела американской психологии, либо «развивающимся» подразделом. Отвечая на третий вопрос, обе группы экспертов сошлись во мнении, что трансперсональная психология не может быть названа четвёртой силой в американской психологии. Ответы на четвёртый вопрос засвидетельствовали единодушное мнение обеих экспертных групп о том, что трансперсональная психология не оказала на американский психологический мейнстрим вовсе никакого влияния, либо оказала самое минимальное влияние. При этом было отмечено, что реальной третьей силой в американской психологии следует считать не гуманистическую, а когнитивную психологию. Рекомендации, данные экспертами при ответе на пятый вопрос, сводятся к тому, что трансперсональным психологам следует активнее взаимодействовать с мейнстримной психологией (особенно с психологией религии). Это может быть сделано трансперсональными психологами путём увеличения количества своих публикаций в ведущих научных журналах США и внедрения трансперсональной психотерапии в американскую клиническую психологию, в которой за последнее время произошли значительные перемены в сторону открытости к терапевтическим методам, связанным с духовным опытом. Отвечая на последний из поставленных вопросов, Чарльз Тарт с юмором посоветовал трансперсональным психологам мыслить научно, вместо того чтобы тусоваться с другими чокнутыми из Калифорнии («[h]old your head up scientifically instead of just hanging out with other California kooks»). В заключении к проведённому исследованию Николь Рузек высказала мнение, что американская психология всё ещё готова принять трансперсональную перспективу, обосновав своё мнение следующими фактами: создание отделения трансперсональной психологии в Британском психологическом обществе (британском эквиваленте АПА), существование трансперсональных ассоциаций в десятках стран, широчайшее распространение практики внимательности и буддистской психологии в мейнстримной академической и клинической психологии.
Ряд исследователей высказывает мнение, что претензии трансперсональной психологии на статус науки мало оправданы. Доктор философских наук, профессор Ю. М. Сердюков считает, что:
- в отличие от научной психологии, которая не признаёт за изменёнными состояниями сознания объективного содержания, трансперсональная психология активно пропагандирует мистическое мировоззрение, согласно которому абсолютная реальность существует;
- эмпирические естественнонаучные данные трактуются трансперсональными психологами «неадекватно, некорректно, предвзято, не в соответствии с духом и смыслом науки».

Как отмечал в 1992 году один из создателей трансперсональной психологии Станислав Гроф, это направление зачастую критикуется как «продукт группы эксцентричных и мистически ориентированных профессионалов и парапрофессионалов, которые незнакомы с базовыми принципами традиционной науки».
Трансперсональная психология также критикуется за то, что она является формой неомистицизма, паранауки или квазинауки.
Когнитивный психолог Альберт Эллис в своей статье 1986 года, «Фанатизм, который может привести к ядерному холокосту. Меры противодействия со стороны научного консультирования и психотерапии», критиковал трансперсональную психологию, среди прочего, за то, что она основывается на религиозной, авторитарной и антиэмпиричной философии. Согласно Эллису, «тот, кто не совсем представляет себе, чем на самом деле является трансперсональная психотерапия, кто ошибочно считает её гуманистической и демократической, может удивиться, узнав, что её базовые мировоззренческие допущения включают в себя следующие авторитарные предпосылки:
1. Абсолютная реальность существует, и когда мы находим истинную доктрину, в которой она раскрывается, мы достигаем абсолютной, неизменной, окончательной и невыразимой истины.
2. Опыт жизни после смерти, реинкарнация и бессмертие наших душ безусловно существуют и были эмпирически доказаны.
3. Все живое и все неодушевлённое сливается в одном фундаментальном единстве.
4. Следуя трансцендентальному учению и игнорируя как знание нашего обычного интеллекта, так и чувственный опыт, отказываясь от научного метода и выводов науки, мы можем достичь совершенного знания, совершенного мира, совершенного единства со Вселенной, совершенной радости и совершенного физического и психического благополучия».
В своей статье 1989 года, «А давайте сбросим бомбу на трансперсоналистов! Ответ Альберту Эллису», Кен Уилбер последовательно отвечает на каждый из четырёх пунктов Эллиса:
«1. <…> Настоящие трансперсоналисты, например Шанкара, Нагарджуна или Мейстер Экхарт, утверждают, что мы не можем сказать ни того, что абсолют существует, ни того, что он не существует, поскольку оба эти утверждения суть дуалистические или догматические умствования <…>.
2. <…> Я не знаю никого, кто действительно считал бы, что реинкарнация была эмпирически доказана. Известный и уважаемый исследователь из Виргинского университета, Ян Стивенсон, в одной замечательной работе, „Двадцать случаев, наводящих на мысли о реинкарнации“, собрал кейсы, которые действительно наводят на размышления. Правда, сам он в этом вопросе является агностиком. <…> Однако некоторые трансперсоналисты действительно верят в реинкарнацию. <…> Но они не смотрят на это как на эмпирический факт, и они не станут нас взрывать, чтобы что-то нам доказать.
3. <…> Это распространённое заблуждение, и его обычно придерживаются те, кто уделил изучению трансперсональной психологии не больше часа. Вещи не „сливаются“ в единое целое в том смысле, что они якобы слипаются и становятся спаянными друг с другом. Все вещи, оставаясь полностью самими собой, считаются ещё и частями более широкого и фундаментального единства, которое часто называют „единством-в-многообразии“. <…>
4. <…> Но трансперсоналисты не пытаются отказываться от науки, они просто не хотят превращать её в скрытую религию (à la Эллис). Большинство трансперсоналистов по сути весьма симпатизируют науке и желали бы, чтобы сам дух научного предприятия — то есть добросовестность, чистота и открытость исследования — был бы задействован в трансперсональной теории и практике как можно шире. <…>».
Трансперсональный психолог, редактор журнала International Journal of Transpersonal Studies Харрис Фридман считает трансперсональную психологию недоразвитой как науку, и отмечает несколько факторов, которые он считает антинаучными убеждениями в данной области. Фридман предложил различать трансперсональную психологию как научную дисциплину и более широкую область трансперсональных исследований, которая, по его мнению, включает в себя ненаучные подходы. Некоторые другие исследователи также предлагают различать трансперсональную психологию как науку и популярные течения, действующие вне академического контекста. Учения таких мистиков, как Гурджиев и Алиса Бейли, зачастую находят рассмотрение в трансперсональной психологии, что ставит под угрозу респектабельность трансперсональной психологии и её статус как академической науки.
Критикуют ТП и некоторые христиане: по словам православного психолога Б. С. Братуся (д. псих. н, член-корреспондент РАО), трансперсональная психология совершает экспансию в духовную сферу, которая понимается «вообще без различия внутренних цветов, уровней, бесов или ангелов», и человек, получив опыт изменённых состояний сознания, принимает это «за суть духовного» и часто наносит себе тем самым непоправимый вред.
Согласно мнению кандидатов философских наук С. В. Пахомова, А. Ю. Рахманина и доктора философских наук и профессора СПГУ Р. В. Светлова модель религиозного субъекта, используемая трансперсональной психологией, вероятно, является наиболее сильной из всех предложенных в 20 веке, кроме модели трансцендентальной феноменологии.
А. Ф. Бондаренко (д. псих. н., член-корреспондент АПН Украины) считает недостатками трансперсональной психологии чрезмерное внимание к мистическим культам; использование психотехник, которыми могут злоупотреблять различные «тренеры», «психологи-целители» и другие шарлатаны; некритическое отношение к галлюцинаторным и галлюцинаторноподобным переживаниям, далеко не каждое из которых имеет психотерапевтическую ценность.
Аллан Б. Чинен (профессор психиатрии Калифорнийского университета в Сан-Франциско) указывает на три основные проблемы в практическом применении разработок трансперсональной психологии:
1) возможное превращение психотерапевта в псевдогуру, который ведёт себя как духовный учитель, а не как терапевт;
2) стремление интерпретировать эмоциональные проблемы как проявления духовного развития;
3) упор на высшие состояния сознания и недостаточное внимание к межличностным и социальным процессам.
Чинен допускает, что эти недостатки будут преодолены по мере перехода трансперсональной психотерапии из своей начальной фазы в более зрелую фазу, которой в большей мере присущи рефлексия, прагматизм и эффективность.

## Исследуемые области
Трансперсональные исследования затрагивают множество различных областей:
- Психологическое и психиатрическое изучение духовных традиций:
  - Индуизм и йога
  - Буддизм
  - Шаманизм
  - Каббала
  - Суфизм
  - Христианский мистицизм
  - и др.
- Целительское искусство индейцев
- Старение и духовное развитие
- Медитация и её клинические аспекты
- Психические состояния
- Психоделики и психофармакология
- Парапсихология
- Межкультурные исследования и антропология
- Лечение бывших членов сект
- Трансперсональная психотерапия
- Трансоанализ
- Лечение привыкания
- Дыхательные практики (холотропное дыхание, ребёфинг)
- Так называемые паранормальные явления,[113] такие как околосмертные переживания (ОСП)[6] и телепатия[6]

## Представители трансперсонального направления
- Станислав Гроф
- Кен Уилбер
- Роджер Уолш
- Арнольд Минделл
- Алан Уотс
- Харрис Фридман
- Чарльз Тарт
- Василий Налимов (д. тех. н., профессор МГУ)
- Владимир Козлов (д. псих. н., президент Международной академии психологических наук)
- Виктор Петренко (д. псих. н., член-корреспондент РАН)
- Владимир Майков (Президент Ассоциации трансперсональной психологии и психотерапии)
- Тимоти Лири

### Критика
- Ермаков В. А. Психолого-педагогические проблемы развития трансперсонального проекта в российском образовании // Современные исследования социальных проблем. — 2012. — № 11 (19). — С. 1—42.

### Сайты о трансперсональной психологии
- Кафедра трансперсональной психологии (недоступная ссылка)  (недоступная ссылка с 12-05-2013 [4467 дней]) — негосударственное образовательное учреждение высшего профессионального образования «Институт психоанализа»
- «Институт интегративной психологии профессионального развития» — негосударственное частное образовательное учреждение дополнительного профессионального образования
- «Transpersonal Psychology (EXSTATICA)» — Transpersonal Psychology Tools
- AHP — John Rowan’s Guide to Humanistic Psychology — Transpersonal Psychology  (недоступная ссылка с 12-05-2013 [4467 дней]) (англ.)

### Организации
- Association for Transpersonal Psychology (англ.)
- The Institute of Transpersonal Psychology (англ.)
- European Transpersonal Association (англ.)
- European Transpersonal Psychology Association (англ.)
- John F. Kennedy University — Transpersonal Psychology (англ.)
- Ассоциация трансперсональной психологии и психотерапии
- Трансперсональная психология и психотерапия в Институте психотерапии и клинической психологии

### Периодические издания
- ATP — Journal of Transpersonal Psychology Архивная копия от 12 октября 2007 на Wayback Machine (англ.)
- International Journal of Transpersonal Studies (англ.)
- Journal of Consciousness Studies (англ.)
- The Mind’s Eye: An Online Transpersonal Psychology Journal (англ.)
- Transpersonale Psychologie und Psychotherapie (нем.)